# Луций Орбилий Пупилл
Лу́ций Орби́лий Пупи́лл (лат. Lucius Orbilius Pupillus; родился, предположительно, в 113 году до н. э., Беневент, Кампанья, Римская республика — умер около 13 года до н. э., Рим, Римская империя) — древнеримский грамматик и преподаватель, учитель Горация. Имя Орбилия стало нарицательным для обозначения педантичного школьного тирана, олицетворением «палочной педагогики».

## Биография
Главным источником биографических сведений об Орбилии является девятая глава сочинения «О грамматиках и риторах» римского историка Светония. Там указывается, что он родился в конце II века до н. э. в городе Беневент, в регионе Кампания, и с детства имел склонность к грамматике.
Его родители умерли насильственной смертью в один день (вероятно, во время Союзнической войны 91—88 годов до н. э.), а он сам в детстве получил тяжёлую травму. Орбилий занимал мелкие чиновничьи должности в своём родном городе, а затем поступил на службу в армию. Во время службы в Македонии получил звание корникулярия, после чего перешёл в кавалерию. После увольнения из армии возобновил занятия наукой (антиковед Мария Сергеенко считала, что и во время армейской службы он их не прекращал) и длительное время преподавал в родном городе.
На пятидесятом году жизни (то есть, в 63 году до н. э.) Луций Орбилий переехал в Рим, где открыл свою грамматическую школу. Всего в ней обучалось около 60 учеников, среди них будущий грамматтик Скрибоний Афродисий, будущий поэт Гораций. Благодаря его «Посланиям», называвшего Пупилла plagosus, известно, что он часто применял к ученикам телесные наказания для поддержания дисциплины. Несмотря на свою известность и славу, жил в бедности, жилищем ему служила мансарда. Дожил якобы до ста лет, под конец жизни потеряв память.
По свидетельству Светония, в Беневенте Орбилию был установлен мраморный памятник. Его сын, Орбилий, также являлся преподавателем грамматики.